# Mino da Fiesole
Mino da Fiesole (Poppi kod Arezza, Italija oko 1429. – Firenca, 11. srpnja 1484.), znan i kao Mino di Giovanni, bio je talijanski renesansni kipar. 
Mino je bio poznat po svojim portretnim bistama koje su se odlikovale jakim draperijama isklesanim pod oštrim kutovima. Za razliku od većine firentinskih kipara svoje generacije, Mino je dvaput otišao na dulji boravak u Rim (1459. – 1464.) i ponovo (1473./1474. – 1480.)

## Životopis
Mino da Fiesole rođen je u selu Poppi, danas je to dio gradića Stia (okolica Arezza) 1429. Kiparskom zanatu učio se najvjerojatnije u Firenci kod Bernarda Rossellina, prema Vasariju i njegovoj slavnoj Vite de' più eccellenti pittori, scultori e architettori... (životopisu talijanskih umjetnika), bio je i učenik Desiderija da Settignana, ali to je malo vjerojatno jer je ovaj bio mlađi od njega. Vjerojatno su oni bili suradnici, ali se po tadašnjim običajima sva slava pripisivala većem i jačem.
Minove skulpture odlikovale su se po izuzetno preciznoj i finoj završnoj obradi - do nasitnijih detalja, i velikoj duhovnosti i jakom vjerskom naboju.
Od Minovih ranijih radova, najljepši su oltar i grobnica biskupa Leonarda Salutatija (umro 1466.) iz katedrale u Fiesolu
Njegov najveći i najkompleksniji rad, u kojem se najviše ogleda njegova intelektualna i umjetnička priroda, je oltarna pala i grobnica za crkvu benediktinskog samostana u Firenci znanu kao Badia Fiorentina. (te skulpture su potpuno restaurirane prilikom obnove crkve). Oltarnu palu je Mino isklesao oko 1468., to je zapravo bila privatna narudžba od strane firentinskog pravnika Bernarda Giugnija. Drugu kiparsku grupu - grobnicu, izravno su mu naručili redovnici a on ju je isklesao - 1481. Ona je naručena u spomen na osnivača samostana vojvodu Huga Toskanskog. U tom kiparskom kompleksu ogleda se sva vještina Minova kiparstva: snažni portreti i niski reljefi i složena tektonska struktura. Brojni povjesničari umjetnosti uočili su da se Minove skulpture jako razlikuju od ostalih koje su radili dugi firentinski kipari sredinom 15. stoljeća.
Nakon toga je zajedno s Antonijom Rossellinom (bratom Bernarda Rossellina) radio na propovjedaonici za katedralu u Pratu, koju su dovršili 1473., to je vrlo nježno isklesano kiparsko djelo, s tankoćutnim bareljefima s puno sitnih detalja, ali nešto slabijeg ukupnog dojma.
Mino da Fiesole otišao je 1473. u Rim, i tamo izgleda ostao oko šest godina. Ostaje upitno da li je baš sve skulpture koje mu se pripisuju izveo baš on svojim rukama, no u slučaju grobnice firentinca Francesca Tornabuonija u crkvi Santa Maria sopra Minerva nema nikakve sumnje da je djelo Mina. Isto to vrijedi za grobnicu pape Pavla II.u kripti Bazilike sv. Petra (ona je 1650. prenesena u crkvu Santa Balbina all'Aventino), kao i za prekrasni mali mramorni tabernakul u Bazilici Santa Maria in Trastevere jer oba djela nose uklesani natpis Opus Mini.
Isto tako nema sumnje da su njegovi radovi neki od kipova u rimskoj augustinskoj crkvi Santa Maria del Popolo, posebice onaj biskupa Gomiela i nadbiskupa Rocce (1482.), i mramorni oltarni retabl dar pape Aleksandra VI. Dio Minovih portretnih bisti i bareljefa danas se čuva u Galeriji Bargello u Firenci, njegovi likovi puni su života i emocija, iako nisu nikad toliko realistične kao oni Verrocchija i drugih firentinskih kipara toga doba.
Ostala značajnija djela Mina da Fiesole:
- Bista Piero di Cosimo de' Medicija (1453.)
- Bista Niccole Strozzija (1454.)
- Bista Astorgia Manfredija (1455.)
- Ciborij iznad oltara u crkvi Santa Maria Maggiore u Rimu
- Bista Diotisalvija Neronija  Arhivirana inačica izvorne stranice od 11. travnja 2003. (Wayback Machine), savjetnika vojvode Piera de Medicija (1464)
- Skulpture Milosrđe  Arhivirana inačica izvorne stranice od 16. rujna 2008. (Wayback Machine) i Vjera  Arhivirana inačica izvorne stranice od 16. rujna 2008. (Wayback Machine) koje su vjerojatno isklesane za grobnu nišu (1475./1480.)

Giorgio Vasari u svojoj slavnoj knjizi Vite de' più eccellenti pittori, scultori e architettori... (životopisu talijanskih umjetnika) ocrtao je Mina da Fiesola tek kao pukog sljedbenika Desiderija da Settignana, a to je utjecalo na to da se dugi niz godina rad Mina nije toliko cijenio.

## Vanjske poveznice
- MINO DA FIESOLE. -(1431-1484.)  Arhivirana inačica izvorne stranice od 1. svibnja 2021. (Wayback Machine) (engl.)
- MINO DA FIESOLE - Scultore del Quattrocento  Arhivirana inačica izvorne stranice od 5. ožujka 2016. (Wayback Machine) (tal.)